# 22 de dezembro
22 de dezembro é o 356.º dia do ano no calendário gregoriano (357.º em anos bissextos). Faltam 9 dias para acabar o ano.
É, na maior parte das vezes, o dia em que ocorre o solstício de Inverno, no Hemisfério Norte e o de Verão no Hemisfério Sul.

## Eventos históricos

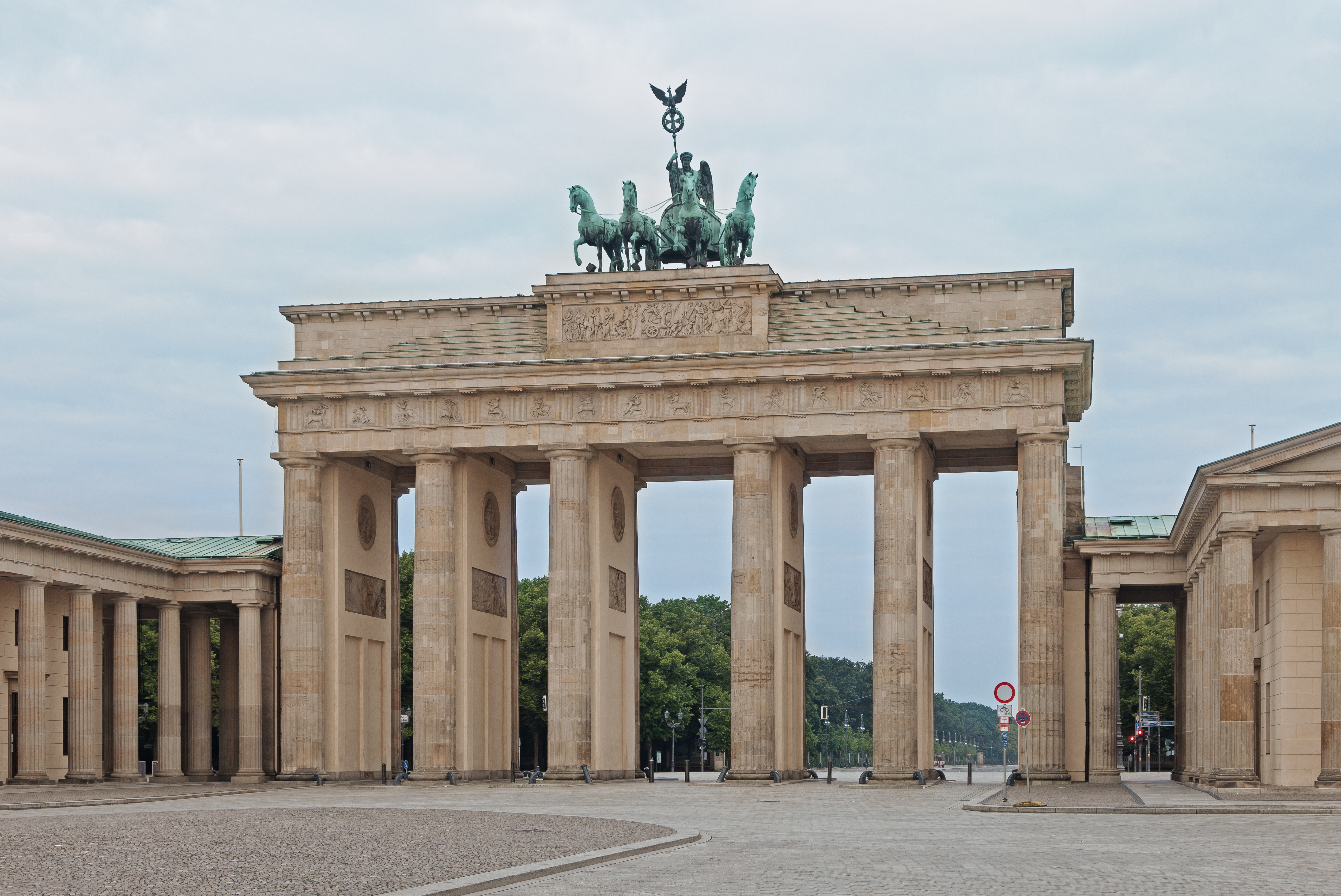
1989: Reabertura do Portão de Brandemburgo

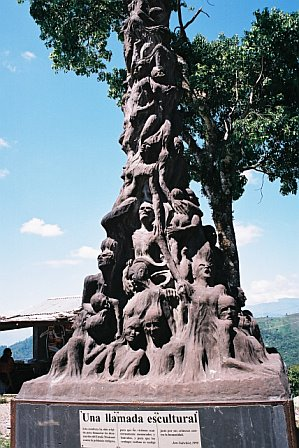
1997: Massacre de Acteal

- 0069 — O imperador Vitélio é capturado e assassinado nas Escadas Gemônias em Roma.
- 0401 — É eleito o Papa Inocêncio I, 40.º papa, que sucedeu ao Papa Anastácio I.
- 1216 — O Papa Honório III aprova a Ordem Dominicana através da bula papal de confirmação Religiosam vitam.
- 1489 — As forças dos Reis Católicos, Fernando e Isabel, assumem o controle de Almería do sultão nacérida de Granada, Maomé XIII.[1]
- 1761 — O Real Erário é criada pelo Marquês de Pombal. Era a instituição fiscal portuguesa destinada a centralizar a gestão das contas públicas.
- 1769 — Guerra sino-birmanesa: a guerra termina com a dinastia Qing se retirando da Birmânia para sempre.[2]
- 1788 — Nguyen Hue se auto-proclama Imperador Quang Trung do Vietnã.
- 1807 — Nos Estados Unidos é aprovada pelo congresso daquele país a Lei do Embargo, proibindo o comércio com todos os outros países, a pedido do presidente Thomas Jefferson.
- 1846 — José Travassos Valdez é feito prisioneiro na batalha de Torres Vedras.
- 1891 — O asteroide 323 Brucia se torna o primeiro asteroide descoberto usando a fotografia.
- 1885 — Itō Hirobumi, um samurai, torna-se o primeiro primeiro-ministro do Japão.
- 1894 — O Caso Dreyfus começa na França, quando Alfred Dreyfus é injustamente condenado por traição.
- 1920 — O plano de desenvolvimento econômico GOELRO é adotado pelo 8.º Congresso dos Sovietes de Toda a Rússia.
- 1937 — O Lincoln Tunnel é aberto ao tráfego na cidade de Nova Iorque.
- 1940 — Segunda Guerra Mundial: Himara é capturada pelo exército grego.
- 1942 — Segunda Guerra Mundial: Adolf Hitler assina a ordem para desenvolver o foguete V-2 como arma.
- 1947 — A Assembleia Constituinte da Itália aprova uma constituição republicana.
- 1951 — Criado o Exército Popular Iugoslavo na República Socialista Federativa da Iugoslávia, desmantelado em 1992 juntamente com a Iugoslávia.
- 1955 — Fundação do DIEESE (Departamento Intersindical de Estatística e Estudos Socioeconômicos do Brasil).
- 1957 — Criação do Museu da Abolição, instalado no antigo Sobrado Grande da Madalena.
- 1963 — O navio de cruzeiro Lakonia pega fogo 290 km ao norte da ilha da Madeira, Portugal, com a perda de 128 vidas.
- 1964 — O primeiro voo de teste do Lockheed SR-71 Blackbird ocorre na fábrica 42 da Força Aérea em Palmdale, Califórnia.
- 1968
  - Revolução Cultural Chinesa: o Diário do Povo postou as instruções de Mao Tsé-Tung de que "a juventude intelectual deverá ir ao interior e será educada a viver na pobreza rural".
  - Anos de Chumbo no Brasil: após protestarem publicamente contra a ditadura militar brasileira, os cantores Caetano Veloso e Gilberto Gil são presos no Rio de Janeiro.
- 1971 – A organização internacional de ajuda Médicos Sem Fronteiras é fundada por Bernard Kouchner e um grupo de jornalistas em Paris, França.[3]
- 1974 — Grande Comore, Anjouan e Mohéli votam para se tornar a nação independente das Comores. A ilha de Mayotte permanece sob administração francesa.
- 1975 — O presidente dos Estados Unidos, Gerald Ford, cria a Reserva Estratégica de Petróleo em resposta à crise energética da década de 1970.[4]
- 1977 — Inauguração do Parque Natural dos Esportes “Chico Mendes”, em Sorocaba, Brasil.
- 1978 — O Terceiro Plenário do 11.º Congresso Nacional do Partido Comunista da China é realizado em Pequim, com Deng Xiaoping revertendo as políticas da era Mao para perseguir um programa de reforma econômica chinesa.
- 1981 — O Estado de Rondônia é criado.[5]
- 1986 — É declarado oficial o 13.º salário para todos os trabalhadores brasileiros.
- 1987 — No Zimbábue, os partidos políticos ZANU e ZAPU chegam a um acordo que põe fim à violência na região de Matabelelândia.
- 1988 — O líder sindical seringalista, Chico Mendes, é assassinado a tiros na porta de sua casa, em Xapuri, Acre.
- 1989
  - O presidente comunista da Romênia, Nicolae Ceaușescu, é deposto por Ion Iliescu após dias de confrontos sangrentos. O ditador deposto e sua esposa fogem de Bucareste em um helicóptero.
  - O Portão de Brandemburgo, em Berlim, reabre após quase 30 anos, encerrando efetivamente a divisão da Alemanha Oriental e Ocidental.
- 1990
  - Lech Wałęsa é eleito Presidente da Polônia.
  - Independência final das Ilhas Marshall e dos Estados Federados da Micronésia após o término da tutela.
- 1997 — Massacre de Acteal: os participantes de uma reunião de oração de ativistas católicos por causas indígenas na pequena vila de Acteal, no estado mexicano de Chiapas, são massacrados por forças paramilitares.
- 2001 — Burhanuddin Rabbani, líder político da Aliança do Norte, entrega o poder no Estado Islâmico do Afeganistão ao governo interino chefiado pelo presidente Hamid Karzai.
- 2016 — Um estudo encontra a vacina VSV-EBOV contra o vírus Ebola entre 70-100% eficaz, tornando-a a primeira vacina comprovada contra a doença.
- 2018 — Um tsunami causado por uma erupção de Anak Krakatoa na Indonésia mata pelo menos 430 pessoas e fere mais de mil.
- 2024
  - Início da edição inaugural da Copa Intercontinental da FIFA.[6]
  - A ponte Juscelino Kubitschek de Oliveira, entre os estados de Maranhão e Tocantins, desaba resultando em duas pessoas mortas e oito desaparecidas.

## Nascimentos

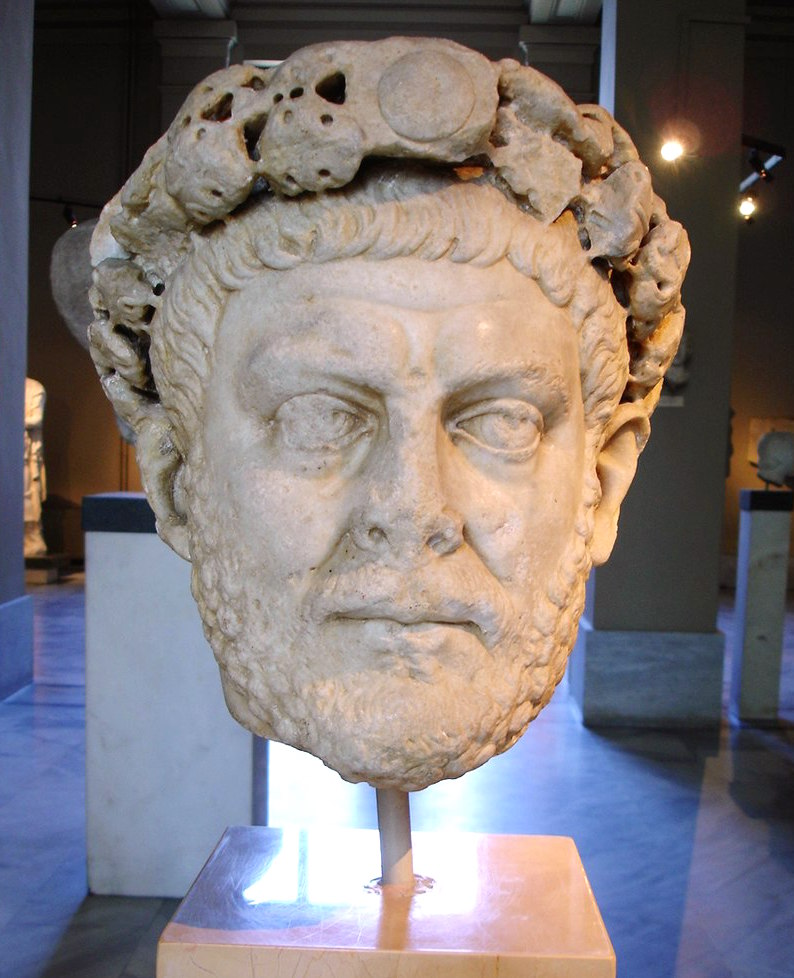
Diocleciano

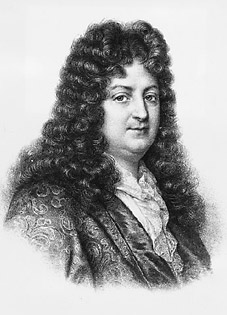
Jean Racine

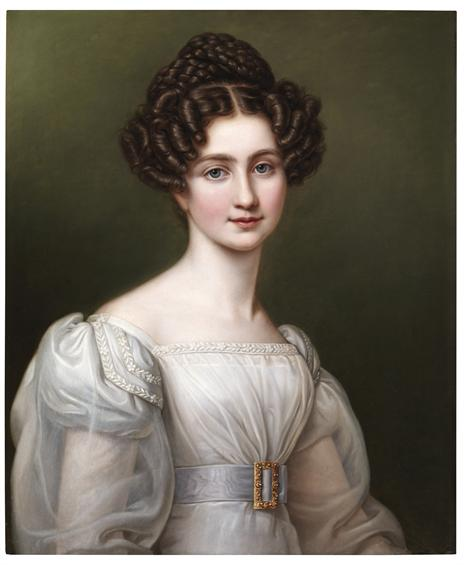
Eugênia de Leuchtenberg

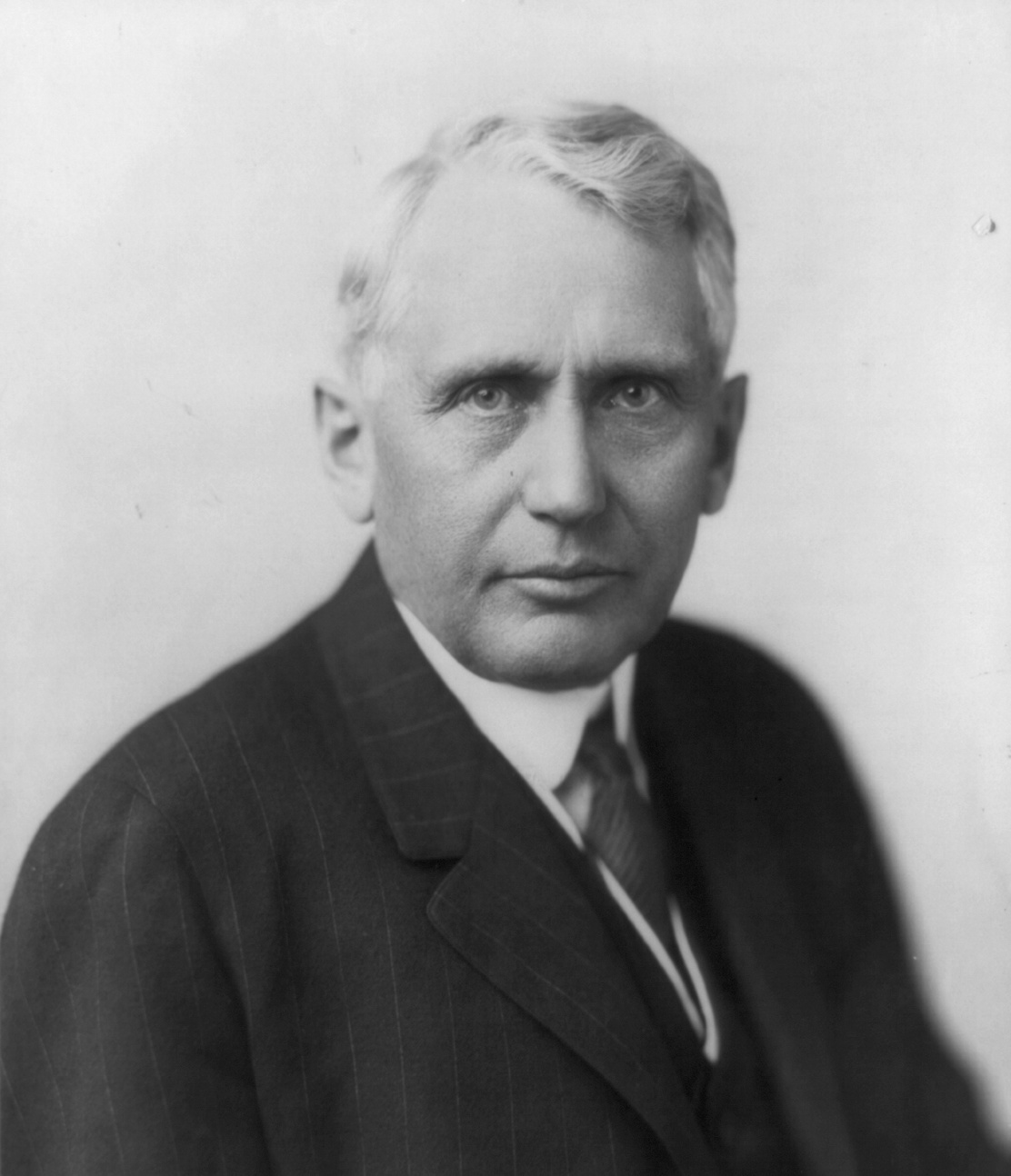
Frank B. Kellogg

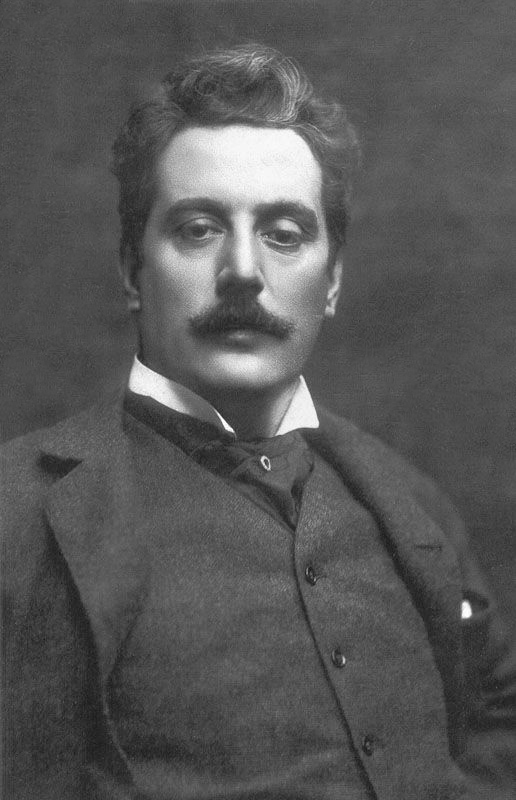
Giacomo Puccini

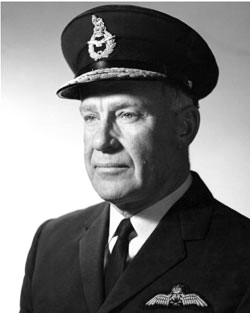
Colin Hannah

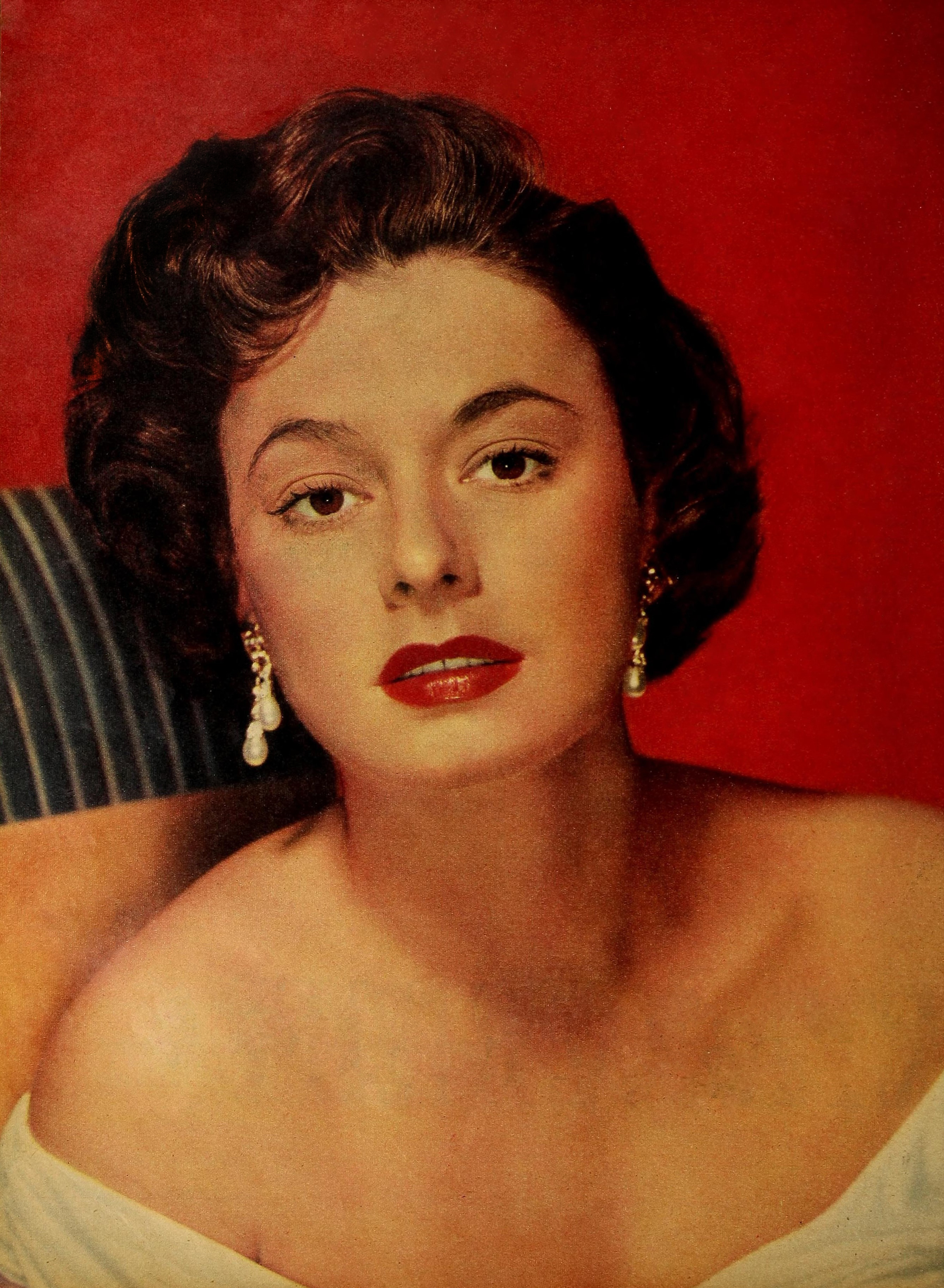
Ruth Roman

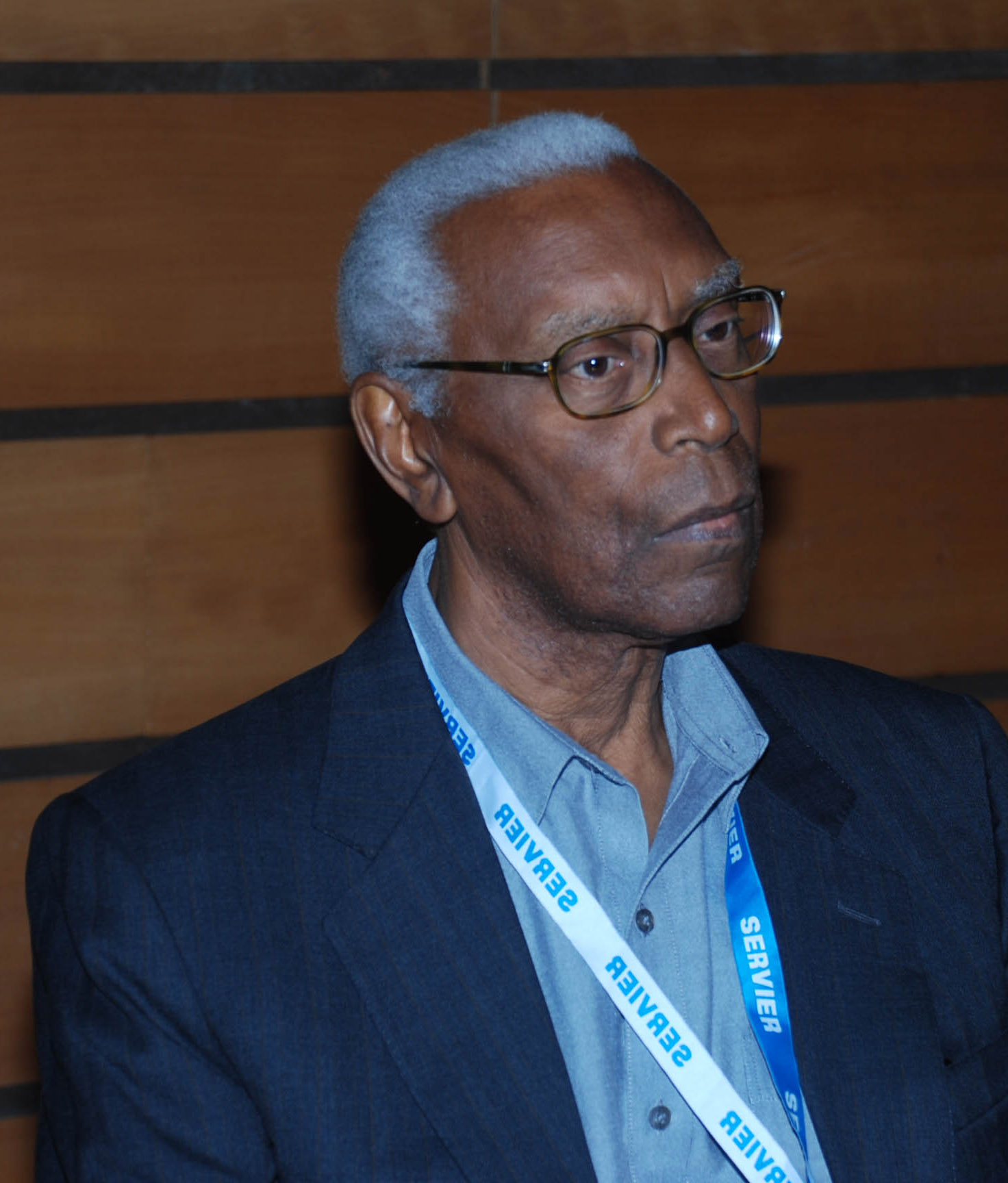
Carlos Graça

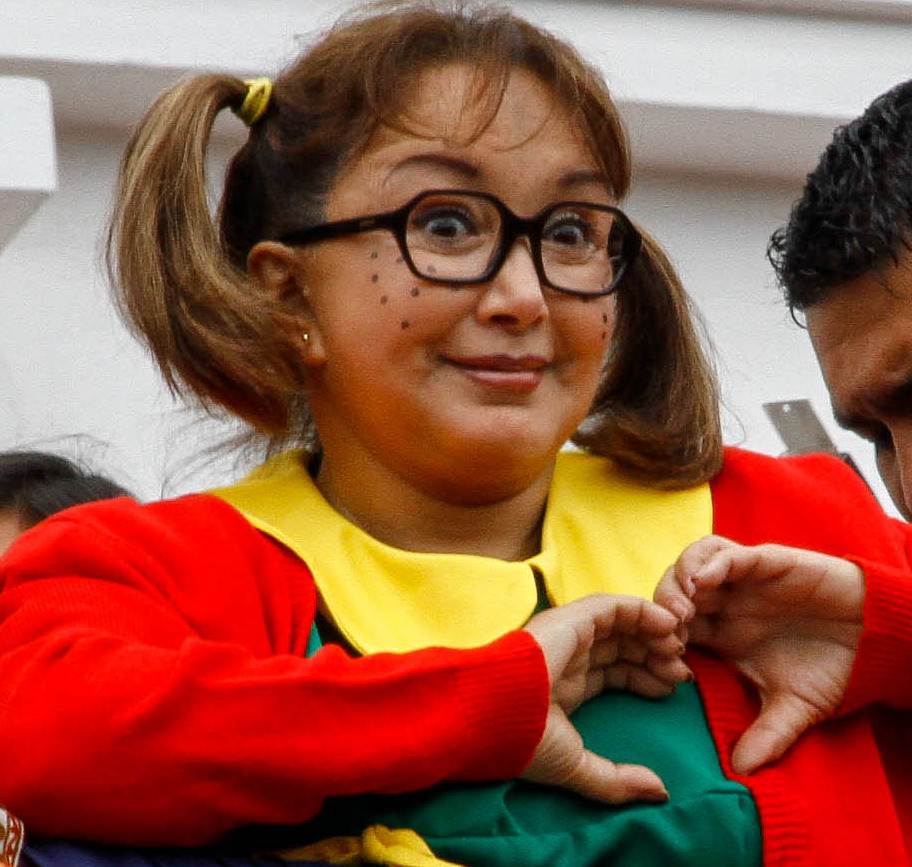
María Antonieta de las Nieves

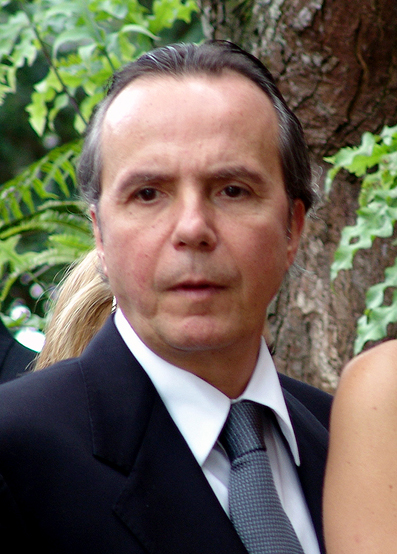
Tato Gabus Mendes

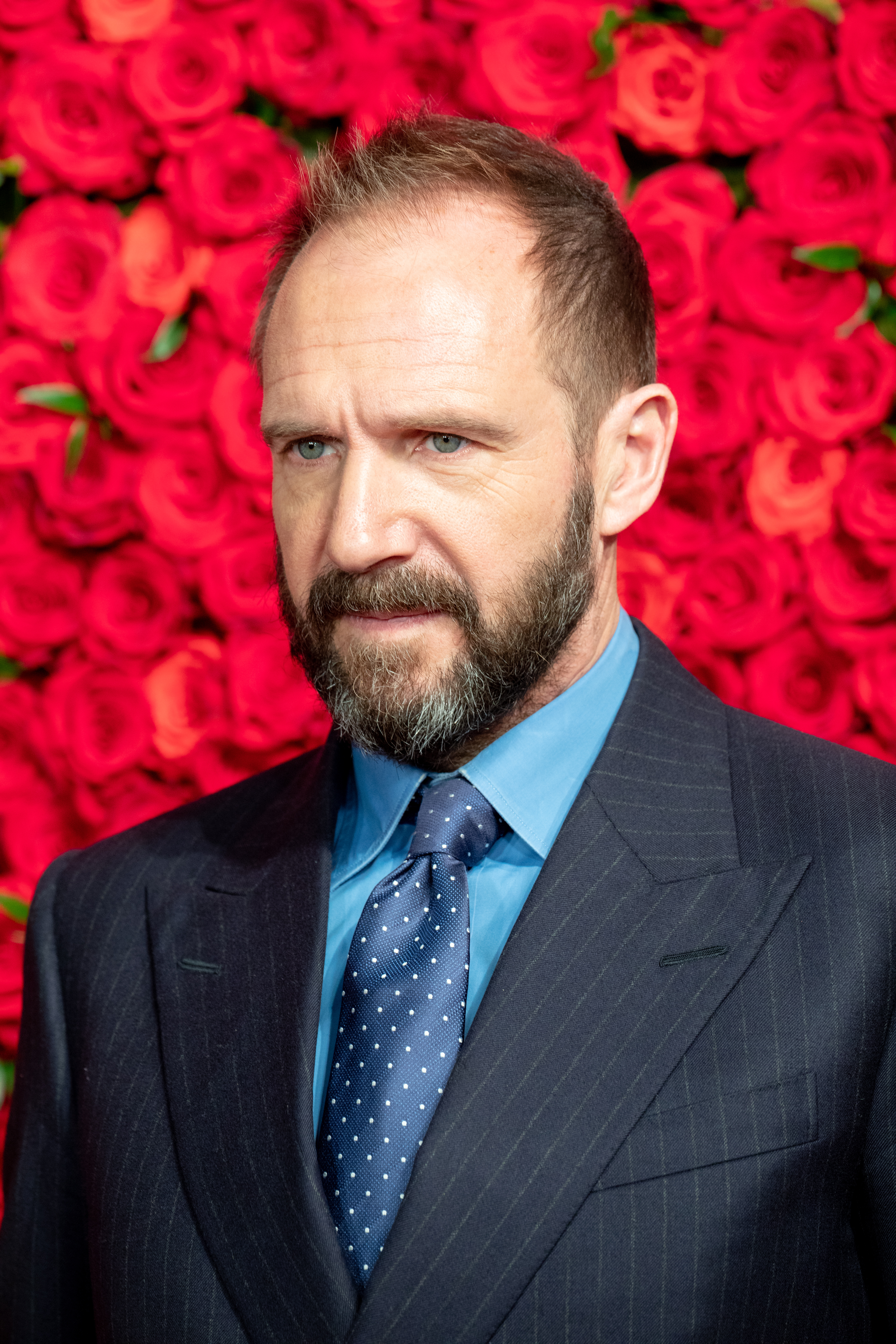
Ralph Fiennes

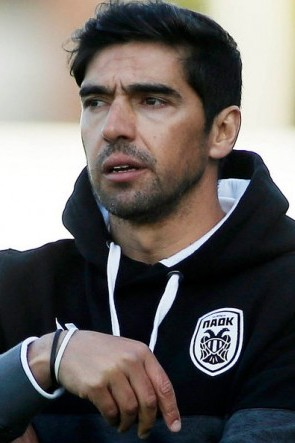
Abel Ferreira

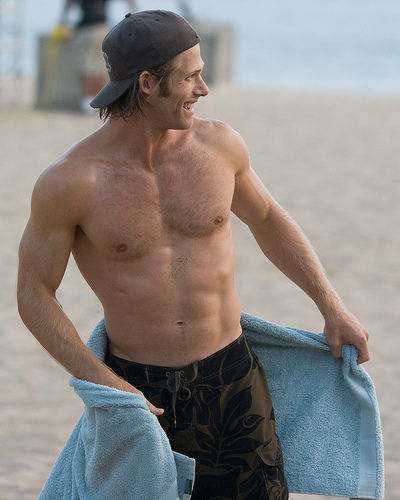
Chris Carmack

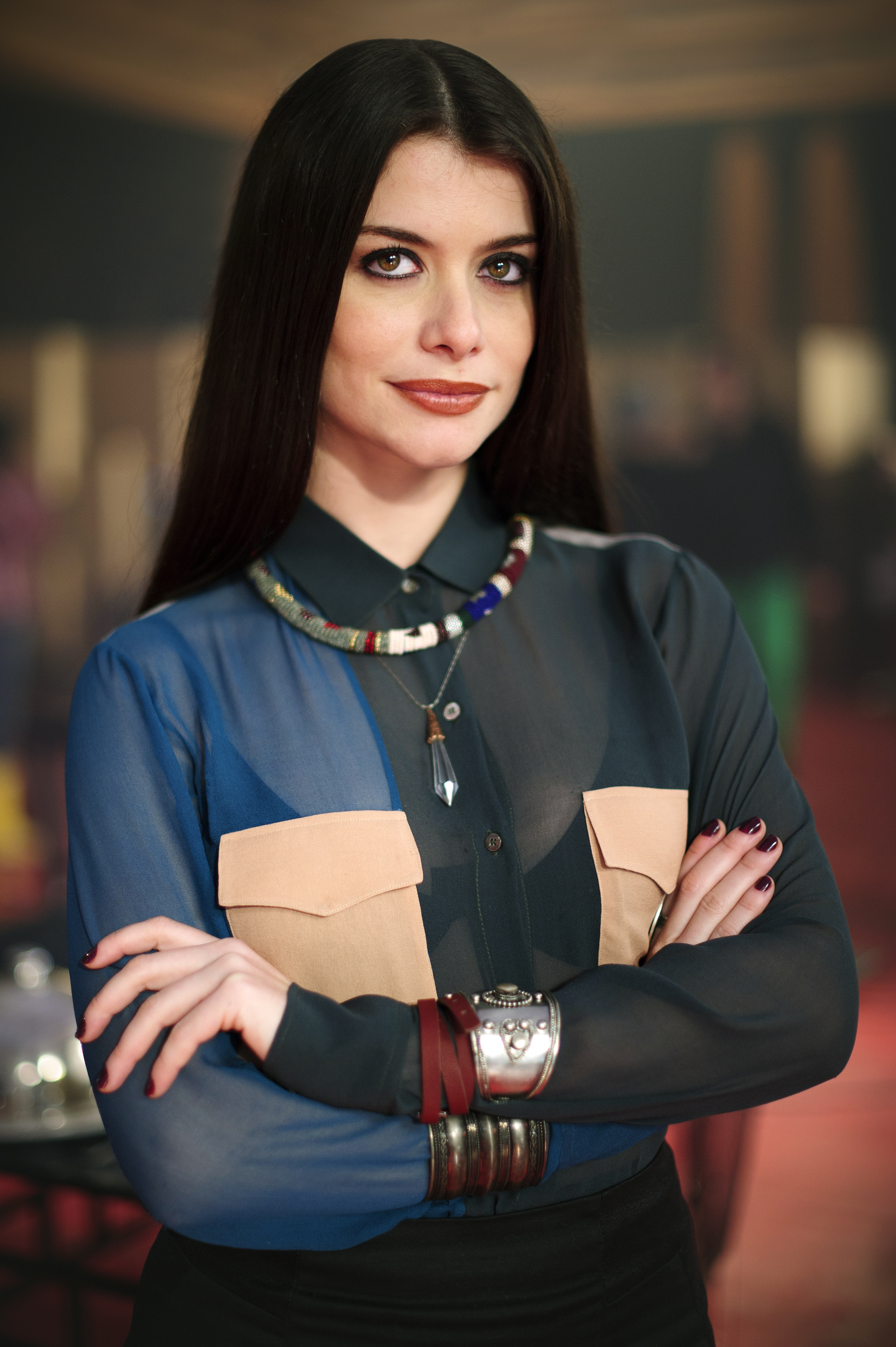
Alinne Moraes

### Anteriores ao século XIX
- 0244 — Diocleciano, imperador romano (m. 311).
- 1095 — Rogério II da Sicília (m. 1154).
- 1178 — Antoku, imperador japonês (m. 1185).
- 1639 — Jean Racine, escritor e dramaturgo francês (m. 1699).
- 1684 — Johann Jacob Dillenius, botânico britânico (m. 1747).
- 1696 — James Edward Oglethorpe, general e filantropo inglês (m. 1785).
- 1723 — Karl Friedrich Abel, compositor alemão (m. 1787)
- 1740 — Pedro Cristiano Abildgaard, médico e naturalista dinamarquês (m. 1811).
- 1755 — Georges Couthon, político francês (m. 1794).
- 1765 — Johann Friedrich Pfaff, matemático alemão (m. 1825).
- 1768 — John Crome, pintor britânico (m. 1821).
- 1788 — Edmund Henry Barker, estudioso clássico britânico (m. 1839).
- 1793 — Pedro de Araújo Lima, político brasileiro (m. 1870).
- 1799 — Carlos II de Parma (m. 1883).

### Século XIX
- 1808 — Eugênia de Leuchtenberg, princesa franco-alemã (m. 1847).
- 1819 — Franz Abt, compositor e regente de coral alemão (m. 1885).
- 1827 — Manuel Simas, nobre português (m. 1906).
- 1842 — Richard Webster, político e juiz britânico (m. 1915).
- 1846 — Oscar Alin, historiador e político sueco (m. 1900).
- 1848 — Ulrich von Wilamowitz-Moellendorff, filólogo alemão (m. 1931).
- 1850
  - Victoriano Huerta, político mexicano (m. 1916).
  - Constantin Fahlberg, químico alemão (m. 1910).
- 1856 — Frank Kellogg, jurista e político norte-americano (m. 1937).
- 1858 — Giacomo Puccini, compositor de ópera italiano (m. 1924).
- 1864 — Federico Gamboa, diplomata e escritor mexicano (m. 1939).
- 1869
  - Dmitri Egorov, matemático russo (m. 1931).
  - Bainbridge Colby, político norte-americano (m. 1950).
  - Benjamin Baker Moeur, político norte-americano (m. 1937).
- 1872 — Camille Guérin, veterinário, bacteriologista e imunologista francês (m. 1961).
- 1876 — Filippo Tommaso Marinetti, escritor e poeta italiano (m. 1944).
- 1881 — Alberts Kviesis, político letão (m. 1944).
- 1883 — Edgar Varèse, compositor francês (m. 1965).
- 1885 — Mário de Azevedo Gomes, político português (m. 1965).
- 1887 — Srinivasa Ramanujan, matemático indiano (m. 1920).
- 1898 — Vladimir Fock, físico soviético (m. 1974).
- 1899 — Gustaf Gründgens, ator alemão (m. 1963).
- 1900
  - Marc Allégret, cineasta e roteirista francês (m. 1973).
  - John Clarke Slater, físico e químico norte-americano (m. 1976).

### Século XX

#### 1901–1950
- 1902
  - João Batista Costa, bispo brasileiro (m. 1996).
  - Hermes Lima, político e ensaísta brasileiro (m. 1978).
- 1903 — Haldan Hartline, fisiologista estadunidense (m. 1983).
- 1904 — Christian Møller, físico e químico dinamarquês (m. 1980).
- 1905
  - Pierre Levegh, automobilista francês (m. 1955).
  - Kenneth Rexroth, poeta norte-americano (m. 1982).
- 1907 — Peggy Ashcroft, atriz britânica (m. 1991).
- 1908
  - Gian Luigi Bonelli, autor italiano de banda desenhada (m. 2001).
  - Max Bill, pintor, designer, arquiteto e escultor suíço (m. 1994).
- 1910 — Ada Rogato, aviadora brasileira (m. 1986).
- 1911 — Álvaro Cunqueiro, escritor espanhol (m. 1981).
- 1912 — Lady Bird Johnson, primeira-dama norte-americana (m. 2007).
- 1915 — Barbara Billingsley, atriz norte-americana (m. 2010).
- 1917 — Lewis Hastings Sarett, químico norte-americano (m. 1999).
- 1919 — Wilhelm Beck, militar alemão (m. 1944)
- 1922
  - Félix Araújo, poeta e político brasileiro (m. 1953).
  - Isabel, Duquesa de Hohenberg (m. 2011).
  - Ruth Roman, atriz norte-americana (m. 1999).
- 1924
  - Romain Lesage, cineasta franco-brasileiro (m. 1996).
  - Florentino Goulart Nogueira, crítico de literatura e arte, dramaturgo e político luso-brasileiro (m. 2015).
- 1925 — Lefter Küçükandonyadis, futebolista e treinador de futebol turco (m. 2012).
- 1926 — Alcides Ghiggia, futebolista uruguaio (m. 2015).
- 1928 — Fredrik Barth, antropólogo norueguês (m. 2016).
- 1929 — Alberto da Costa Pereira, futebolista português (m. 1990).
- 1930 — Beryl Penrose, tenista australiana (m. 2021).
- 1931 — Carlos Graça, político são-tomense (m. 2013).
- 1933
  - Abel Pacheco, político, médico e escritor costa-riquenho.
  - Iris Rezende, político brasileiro (m. 2021).
  - Jackie Scott, futebolista britânico (m. 1978).
- 1934 — David Pearson, automobilista norte-americano (m. 2018).
- 1935 — Paulo Rocha, cineasta português (m. 2012).
- 1936
  - Héctor Elizondo, ator norte-americano.
  - Wojciech Frykowski, playboy polonês (m. 1969).
- 1937 — Eduard Uspensky, escritor russo (m. 2018).
- 1939 — Valentin Afonin, futebolista russo (m. 2021).
- 1940 — Luis Francisco Cuéllar, político colombiano (m. 2009).
- 1941 — Michael Stanley Whittingham, químico britânico.
- 1942
  - Dick Parry, músico britânico.
  - Yasuyuki Kuwahara, futebolista japonês (m. 2017).
- 1943
  - Luis Regueiro Urquiola, ex-futebolista mexicano.
  - Juan Mujica, futebolista uruguaio (m. 2016).
- 1945 — Ursula Haubner, política austríaca.
- 1946 — Régis Delépine, ex-ciclista francês.
- 1947
  - Paulo Camelo, poeta brasileiro.
  - Porfirio Lobo Sosa, político hondurenho.
  - Mitsuo Tsukahara, ex-ginasta japonês.
  - Bill van Dijk, cantor neerlandês.
- 1948 — Nicolae Timofti, político e jurista moldávio.
- 1949
  - Maurice Gibb, músico britânico (m. 2003).
  - Robin Gibb, músico, cantor e compositor britânico (m. 2012).
- 1950
  - María Antonieta de las Nieves, atriz e comediante mexicana.
  - Massamba Kilasu, futebolista congolês (m. 2020).

#### 1951–2000
- 1951
  - Gerald Grosvenor, 6.º Duque de Westminster (m. 2016).
  - Timothy Broglio, arcebispo norte-americano.
- 1952 — Raúl Isiordia, ex-futebolista mexicano.
- 1953
  - Júlio Pereira, músico português.
  - Yanick Lahens, escritora haitiana.
  - Jay Brazeau, ator e dublador canadense.
- 1954
  - Hideshi Matsuda, ex-automobilista japonês.
  - Hugh Quarshie, ator ganês-britânico.
- 1955 — Adriana Brodsky, atriz argentina.
- 1956
  - João Signorelli, ator brasileiro.
  - Marie Rivière, atriz francesa.
- 1957 — Javier Augusto Del Río Alba, arcebispo peruano.
- 1958
  - Frank Gambale, guitarrista australiano.
  - Ronny Martens, ex-futebolista belga.
- 1959
  - Bernd Schuster, ex-futebolista e treinador de futebol alemão.
  - Gerson Brenner, ator brasileiro.
  - John Patitucci, compositor e músico norte-americano.
- 1960
  - Márcio Rezende de Freitas, ex-árbitro de futebol brasileiro.
  - Ricardo Waddington, diretor cinematográfico brasileiro.
  - Tato Gabus Mendes, ator brasileiro.
  - Jean-Michel Basquiat, pintor norte-americano (m. 1988).
- 1961
  - Yuri Malenchenko, cosmonauta russo.
  - Eri Johnson, ator brasileiro.
- 1962
  - Glen Goei, produtor e diretor singapurense.
  - Ralph Fiennes, ator britânico.
- 1963
  - Charles Guerreiro, ex-futebolista e treinador de futebol brasileiro.
  - Giuseppe Bergomi, ex-futebolista italiano.
  - Bryan Gunn, ex-futebolista britânico.
- 1964
  - Manfred Zsak, ex-futebolista austríaco.
  - Luiz Marenco, cantor de música nativista e político brasileiro.
- 1965
  - Dimitri Bilozertchev, ex-ginasta soviético.
  - Luis Islas, ex-futebolista e treinador de futebol argentino.
  - Sergi López, ator espanhol.
- 1966
  - Marcel Schirmer, músico alemão.
  - María Pujalte, atriz espanhola.
  - João Justino de Medeiros Silva, bispo brasileiro.
- 1967
  - Dan Petrescu, ex-futebolista e treinador de futebol romeno.
  - Richey Edwards, músico britânico (m. 1995).
- 1968
  - Lebohang Morula, ex-futebolista sul-africano.
  - Dina Meyer, atriz norte-americana.
  - Luis Hernández, ex-futebolista mexicano.
- 1970
  - Mutiu Adepoju, ex-futebolista nigeriano.
  - Ted Cruz, político e advogado norte-americano.
- 1971 — Marcos Milinkovic, ex-jogador de vôlei argentino.
- 1972
  - Vanessa Paradis, atriz e cantora francesa.
  - Steffi Jones, ex-futebolista e treinadora de futebol alemã.
- 1974
  - Daniel García Lara, ex-futebolista espanhol.
  - Heather Donahue, atriz norte-americana.
- 1975
  - Dmitriy Khokhlov, ex-futebolista russo.
  - Sergei Aschwanden, judoca suíço.
- 1978
  - Emmanuel Olisadebe, ex-futebolista polaco-nigeriano.
  - Abel Ferreira, ex-futebolista e treinador de futebol português.
- 1980 — Chris Carmack, ator norte-americano.
- 1981
  - Haykel Guemamdia, ex-futebolista tunisiano.
  - Osvaldo Díaz, ex-futebolista paraguaio.
- 1982
  - Souleymane Camara, ex-futebolista senegalês.
  - Alinne Moraes, atriz e modelo brasileira.
  - Brooke Nevin, atriz canadense.
  - Agbani Darego, modelo nigeriana.
  - Britta Heidemann, ex-esgrimista alemã.
  - Monika Karsch, atiradora esportiva alemã.
- 1983
  - Drew Hankinson, wrestler norte-americano.
  - Jennifer Hawkins, modelo australiana.
  - José Fonte, futebolista português.
  - Nathalie Péchalat, ex-patinadora artística francesa.
- 1984
  - Lamine Ouahab, tenista argelino.
  - Steve Loic Mbous, futebolista camaronês.
  - Greg Finley, ator norte-americano.
- 1985 — Dmitry Larionov, canoísta russo.
- 1987
  - Éder, ex-futebolista português.
  - Roy Beerens, ex-futebolista neerlandês.
- 1989
  - Jordin Sparks, cantora norte-americana.
  - Logan Huffman, ator note-americano.
- 1990
  - Lara Rodrigues, atriz brasileira.
  - Jean-Baptiste Maunier, ator e cantor francês.
  - Deshorn Brown, futebolista jamaicano.
  - Josef Newgarden, automobilista norte-americano.
- 1991
  - Ricky Aitamai, futebolista taitiano.
  - DaBaby, rapper e compositor norte-americano.
- 1992
  - Melanie Henique, nadadora francesa.
  - Cerol, youtuber e streamer brasileiro.
- 1993
  - William Pottker, futebolista brasileiro.
  - Ali Lohan, modelo, atriz e cantora norte-americana.
  - Gabriel Medina, surfista brasileiro.
  - Meghan Trainor, cantora norte-americana.
  - Raphaël Guerreiro, futebolista português.
  - Chimi Dorji, futebolista butanês.
  - Jazira Japparkul, halterofilista cazaque.
  - Sergi Darder, futebolista espanhol.
- 1994
  - Cameron Howieson, futebolista neozelandês.
  - Chloe Logarzo, futebolista australiana.
- 1995 — Brenden Sander, jogador de vôlei norte-americano.
- 1996 — Ange Kouamé, futebolista marfinense-taiwanês.
- 1997 — Guus Til, futebolista neerlandês.
- 1998
  - Genevieve Hannelius, atriz e cantora norte-americana.
  - Casper Ruud, tenista norueguês.
- 2000 — Joshua Bassett, cantor e compositor norte-americano.

### Século XXI
- 2001 — Camila Osorio, tenista colombiana.
- 2003 — Neel Sethi, ator norte-americano.

## Mortes

### Anteriores ao século XIX
- 0069 — Vitélio, imperador romano (n. 15).
- 1349 — Lopo Fernandes Pacheco, rico-homem português (n. 1280).
- 1419 — Antipapa João XXIII (n. 1370).
- 1585 — Vittoria Accoramboni, nobre italiana (n. 1557).
- 1612 — Francisco IV Gonzaga (n. 1586).
- 1681 — Richard Alleine, teólogo inglês (n. 1611).
- 1745 — Jan Dismas Zelenka, compositor tcheco (n. 1679).

### Século XIX
- 1815 — José María Morelos, líder independentista mexicano (n. 1765).
- 1852 — James Francis Stephens, entomologista e ornitologista britânico (n. 1792).
- 1867 — Jean-Victor Poncelet, matemático e engenheiro francês (n. 1788).
- 1880 — George Eliot, novelista britânica (n. 1819).
- 1891 — Paul de Lagarde, teólogo alemão (n. 1827).

### Século XX
- 1919 — Hermann Weingärtner, ginasta alemão (n. 1864).
- 1925 — Marie Alice Heine, nobre estadunidense-monegasca (n. 1858).
- 1943
  - Beatrix Potter, escritora britânica (n. 1866).
  - Barbara Steel, sufragista escocesa (n. 1857).
- 1959
  - Otávio Tarquínio de Sousa, jornalista e escritor brasileiro (n. 1889).
  - Lúcia Miguel Pereira, ensaísta e crítica literária brasileira (n. 1901).
- 1961 — Elia Dalla Costa, cardeal italiano (n. 1872).
- 1969 — Josef von Sternberg, cineasta austríaco (n. 1894).
- 1979 — Francisco Cavalcanti Pontes de Miranda, diplomata e escritor brasileiro (n. 1892).
- 1980 — Almirante, cantor, compositor e radialista brasileiro (n. 1908).
- 1987 — Paulo Werneck, artista plástico brasileiro (n. 1907).
- 1988 — Chico Mendes, seringueiro e ativista ambiental brasileiro (n. 1944).
- 1989 — Samuel Beckett, escritor irlandês (n. 1906).
- 1991
  - Flora Geny, atriz brasileira (n. 1929).
  - Ernst Krenek, compositor austro-americano (n. 1900).
- 1992 — Frederick William Franz, religioso estadunidense (n. 1893).
- 1995 — James Edward Meade, economista estadunidense (n. 1907).
- 1998 — Carlos Alberto de Sousa, radialista brasileiro (n. 1945).
- 1999 — Blota Júnior, polímata, locutor, apresentador, político, empresário, jornalista, roteirista e produtor de rádio e televisão brasileiro (n. 1920).

### Século XXI
- 2001
  - Lance Loud, músico e colunista de revista norte-americano (n. 1951).
  - Waldir Lopes de Castro, sacerdote católico e Servo de Deus brasileiro (n. 1931).
- 2002
  - Joe Strummer, cantor e guitarrista britânico (n. 1952).
  - Desmond Hoyte, político guianense (n. 1929).
- 2005 — Aurora Miranda, atriz e cantora brasileira (n. 1915).
- 2006 — Galina Ustvolskaya, compositora russa (n. 1919).
- 2007 — Julien Gracq, escritor francês (n. 1910).
- 2008
  - Lansana Conté, político guineense (n. 1934).
  - Rosa Branca, basquetebolista brasileiro (n. 1940).
- 2009 — Mick Cocks, músico australiano (n. 1955).
- 2010 — Euclides Marcolla, político brasileiro (n. 1914).
- 2011 — Edson Frederico, arranjador e maestro brasileiro (n. 1948).
- 2012 — Christopher Lee, ativista e cineasta americano (n. 1964).
- 2014 — Joe Cocker, músico britânico (n. 1944).
- 2019 — Bira, músico brasileiro (n. 1934).
- 2020 — Stella Tennant, modelo britânica (n. 1970).
- 2022 — Thom Bell, produtor musical americano (n. 1943).

## Feriados e eventos cíclicos
- Dia da independência das Ilhas Marshall.
- Astrologia - Signo do Zodíaco: Capricórnio.
- Dia da Consciência Ecológica.

### Brasil
- Aniversário do município de Flor da Serra do Sul, Paraná.
- Aniversário do município de Timon, Maranhão.
- Aniversário do município de Fagundes, Paraíba.
- Aniversário do município de Duas Estradas, Paraíba.

### Cristianismo
- Francisca Xavier Cabrini

## Outros calendários
- No calendário romano era o 11.º dia (XI) antes das Calendas de Janeiro.
- No calendário litúrgico tem a letra dominical F para o dia da semana.
- No calendário gregoriano a epacta do dia é xxix.